# Aydoğmuş, Keçiborlu
Aydoğmuş là một thị trấn thuộc huyện Keçiborlu, tỉnh Isparta, Thổ Nhĩ Kỳ. Dân số thời điểm năm 2011 là 865 người.